# Gazella cuvieri
Gazella cuvieri este o specie de gazelă originară din Algeria, Maroc, Sahara Occidentală și Tunisia. Este una dintre cele mai întunecate specii de gazelă, posibil o adaptare la habitatul său parțial împădurit. Este denumită și Gazela lui Cuvier după omul de știință Georges Cuvier.
Gazela lui Cuvier este rară și pe cale de dispariție, conform IUCN; populația sa este estimată la 2.500 de exemplare.

## Galerie

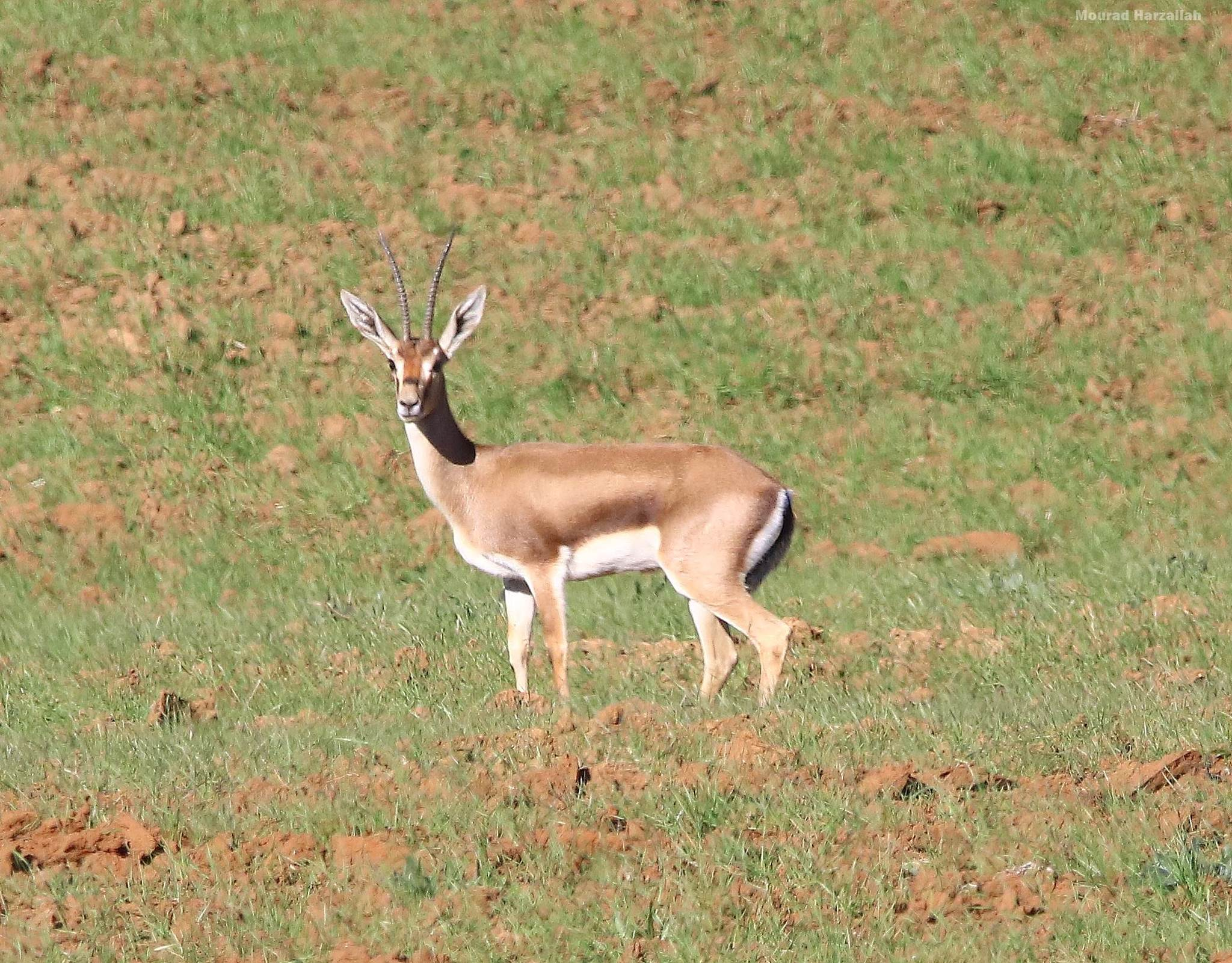
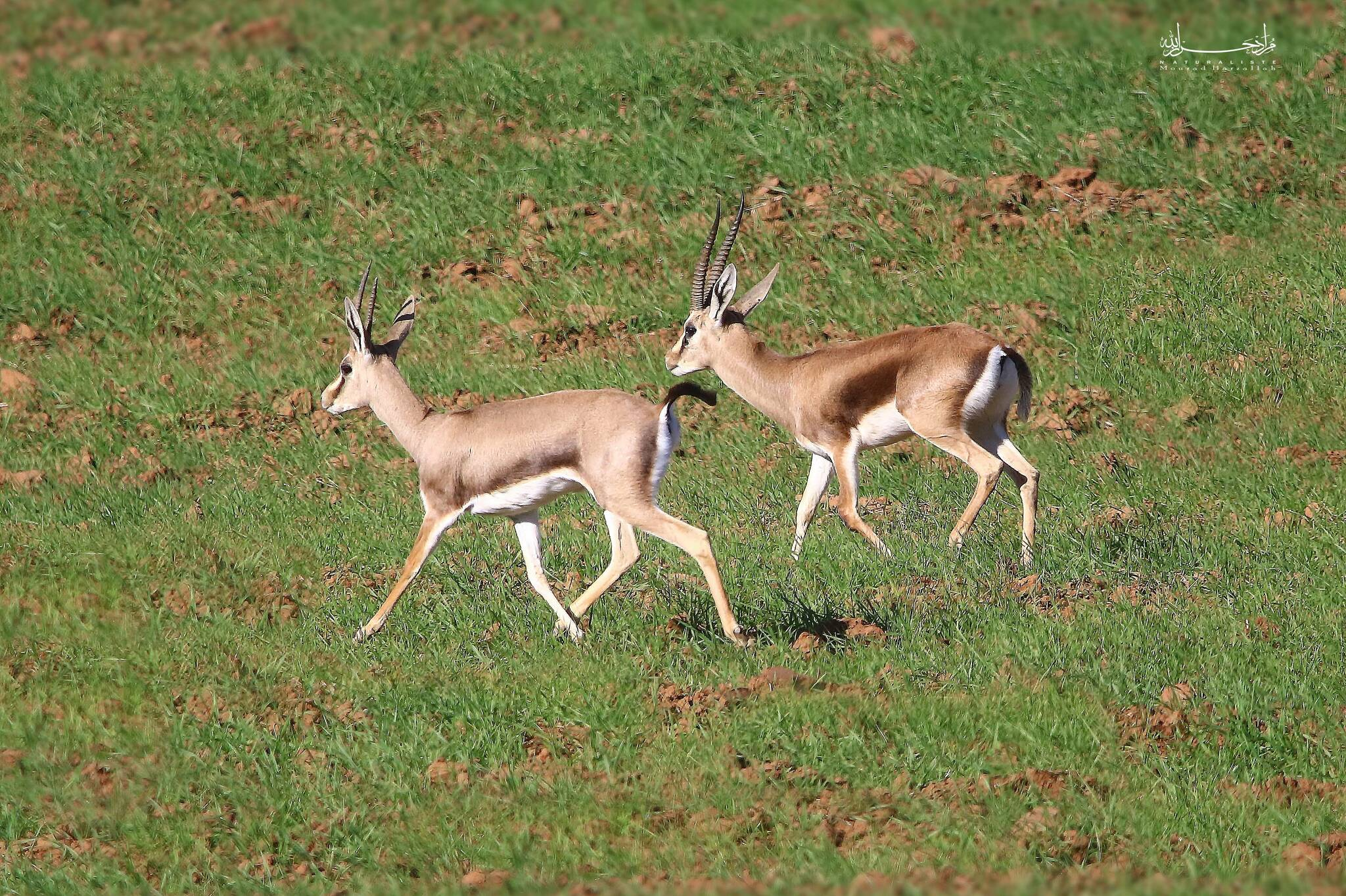
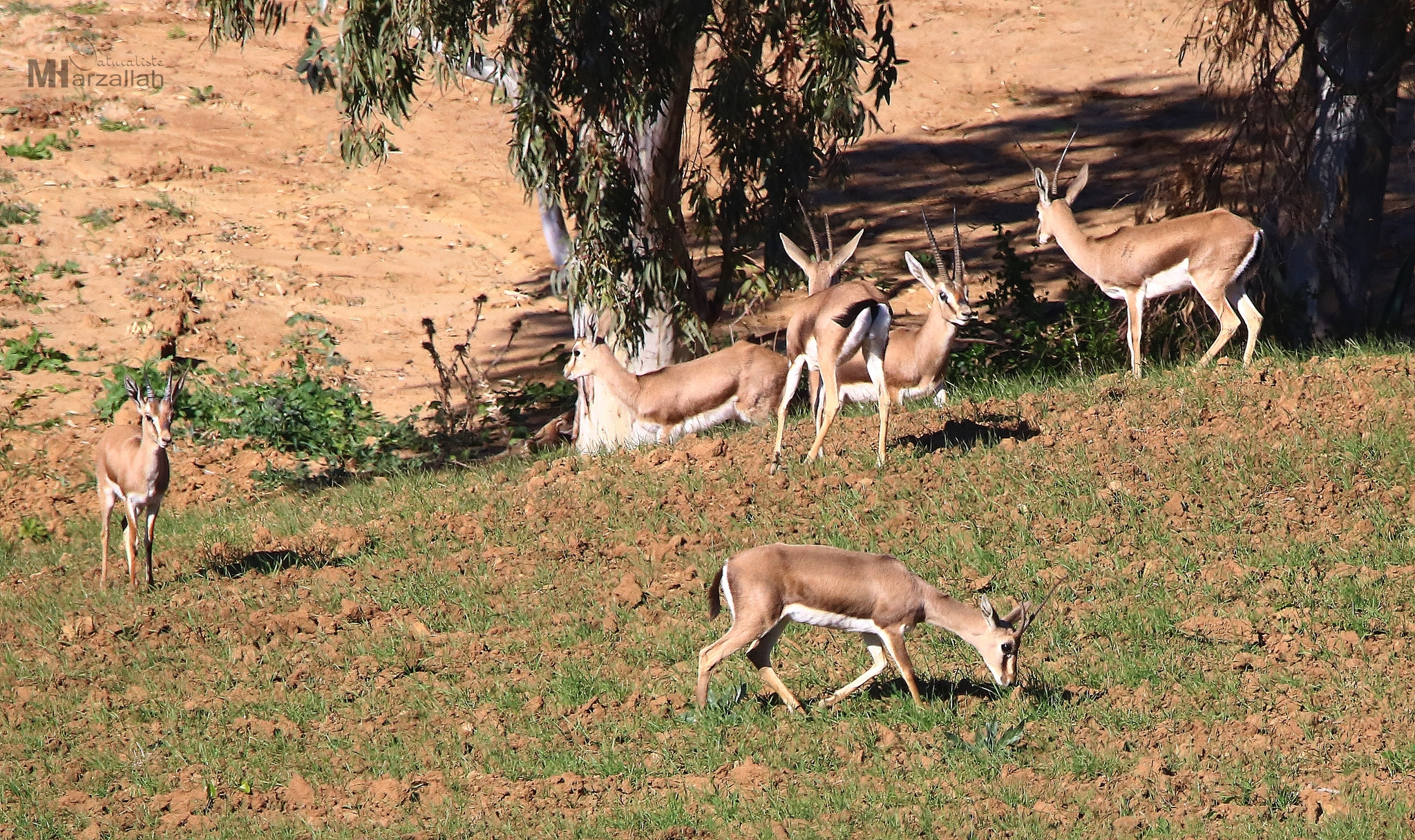
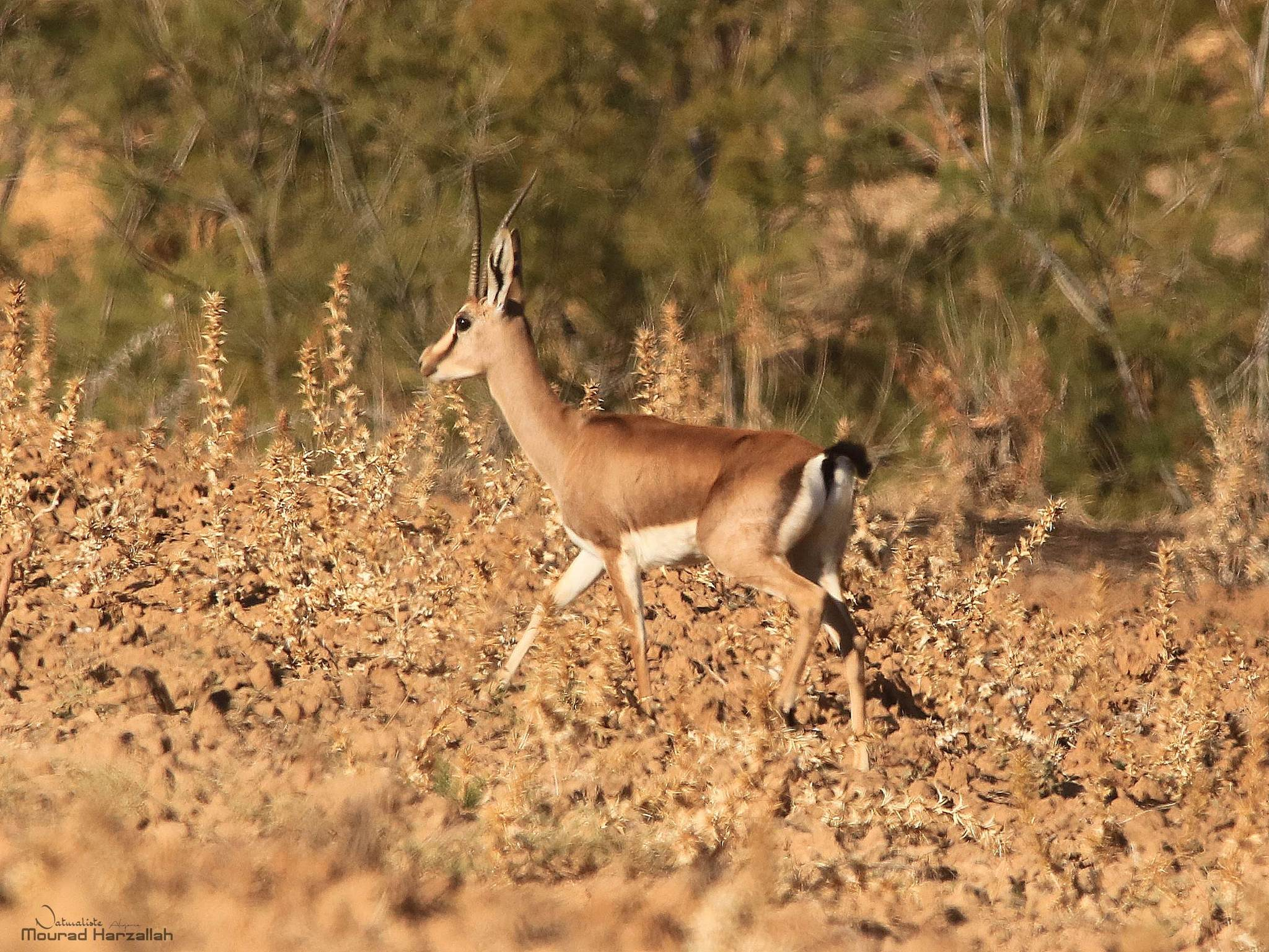